# 傑克·希克馬
傑克·韋恩·希克馬（英語：Jack Wayne Sikma，1955年11月14日—），美國前職業篮球運動員，司职中锋/大前锋。曾效力於國家籃球協會（NBA）的西雅圖超音速（奧克拉荷馬雷霆前身）及密爾瓦基公鹿。2019年入選奈史密斯籃球名人紀念堂。

## 生平

### 職業生涯
希克馬於1977年NBA选秀中第一輪第8順位被西雅圖超音速選中，並參與過超音速隊史最輝煌的時期之一。希克馬在其新秀球季以出賽80場、場均10.7分8.3籃板的表現入選年度新秀陣容，該年超音速隊打進了NBA總決賽，在七場比賽中輸給了華盛頓子彈隊。第二個賽季，即1978-1979年，希克馬場均貢獻15.6分和12.4個籃板，並入選了全明星賽。當年超音速隊再次與子彈隊於總決賽碰頭，超音速隊扳回一城，以4-1贏得系列賽，獲得隊史至今唯一一座NBA冠軍盃。
從1979年到1985年，希克馬連續7年入選全明星賽。但在超音速隊連續缺席了兩年的季后賽之後，希克馬向球隊要求交易。1986年，超音速將希克馬與1988年的第二輪選秀權交易至密爾沃基雄鹿隊，以換取奥尔顿·利斯特和雄鹿的1987年及1989年的第一輪選秀權。他於密爾沃基打了5個球季，最終在1990-91年賽季結束後宣布退休。總共14年的職業生涯場均15.6分9.8籃板。1992年11月21日，杰克·希克马的43号球衣被超音速退役。2019年4月6日，他入選了奈史密斯籃球名人紀念堂。

### 執教
2003年到2007年，希克馬擔任西雅圖超音速隊的助理教練。
2007年6月，希克馬被休斯頓火箭隊聘為教練里克·阿德爾曼的助理教練；在姚明效力休斯頓火箭隊的時候，希格瑪曾經作為姚明的全職中鋒教練，給與了不少技術方面的指導。
2011年12月6日，他再次被里克·阿德爾曼任命為助理教練（明尼蘇達森林狼隊）。
從2017年開始擔任多倫多猛龍隊的教練顧問，特別是與中鋒约纳斯·瓦兰丘纳斯合作。

## 技术特点
儘管作為中鋒，希克馬出色的投籃能力和非凡的準度使他能夠在禁區之外發揮作用，其絕技又被稱爲“Sikma move”。這項技術被稱為是NBA夢幻舞步的開端。

## 外部連結
- 傑克·希克馬在NBA（英语）
- 傑克·希克馬在Basketball-Reference.com（NBA）（英语）
- 傑克·希克馬在Basketball-Reference.com（NBA教練）（英语）
- 傑克·希克馬在Eurobasket.com（教練）（英语）
- 傑克·希克馬在RealGM（英语）
- 傑克·希克馬在Proballers（英语）
- 傑克·希克馬在奈史密斯篮球名人纪念堂（英语）